# Deutsche 3. Armee (Deutsch-Französischer Krieg)
Die 3. Armee war ein kurzfristig gebildeter Heeresverband im Deutsch-Französischen Krieg. Sie war zusammengesetzt aus preußischen und süddeutschen Einheiten und war damit der erste gesamtdeutsche Heeresverband in der deutschen Geschichte.

## Vorgeschichte
Nach dem Deutschen Krieg und der Gründung des Norddeutschen Bundes schloss Bismarck mit den verbleibenden süddeutschen Staaten die Schutz- und Trutzbündnisse ab, die ein gemeinsames Vorgehen im Falle eines auswärtigen Konfliktes vorsahen. Als durch die Emser Depesche und der darauffolgenden französischen Kriegserklärung der Waffengang unvermeidlich geworden war, bildete sich die 3. Armee, um die preußische 1. und 2. Armee zu ergänzen. Befehlshaber wurde Prinz Friedrich Wilhelm von Preußen, zum Chef des Generalstabs wurde General Leonhard von Blumenthal bestimmt. Die 3. Armee zählte nach der Vereinigung mit dem VI. Korps 153 Bataillone (155.000 Mann), 134 Schwadronen (19.800 Reiter) und 96 Batterien (576 Geschütze), das Hauptquartier lag in Mannheim.

## Gliederung am 1. August 1870

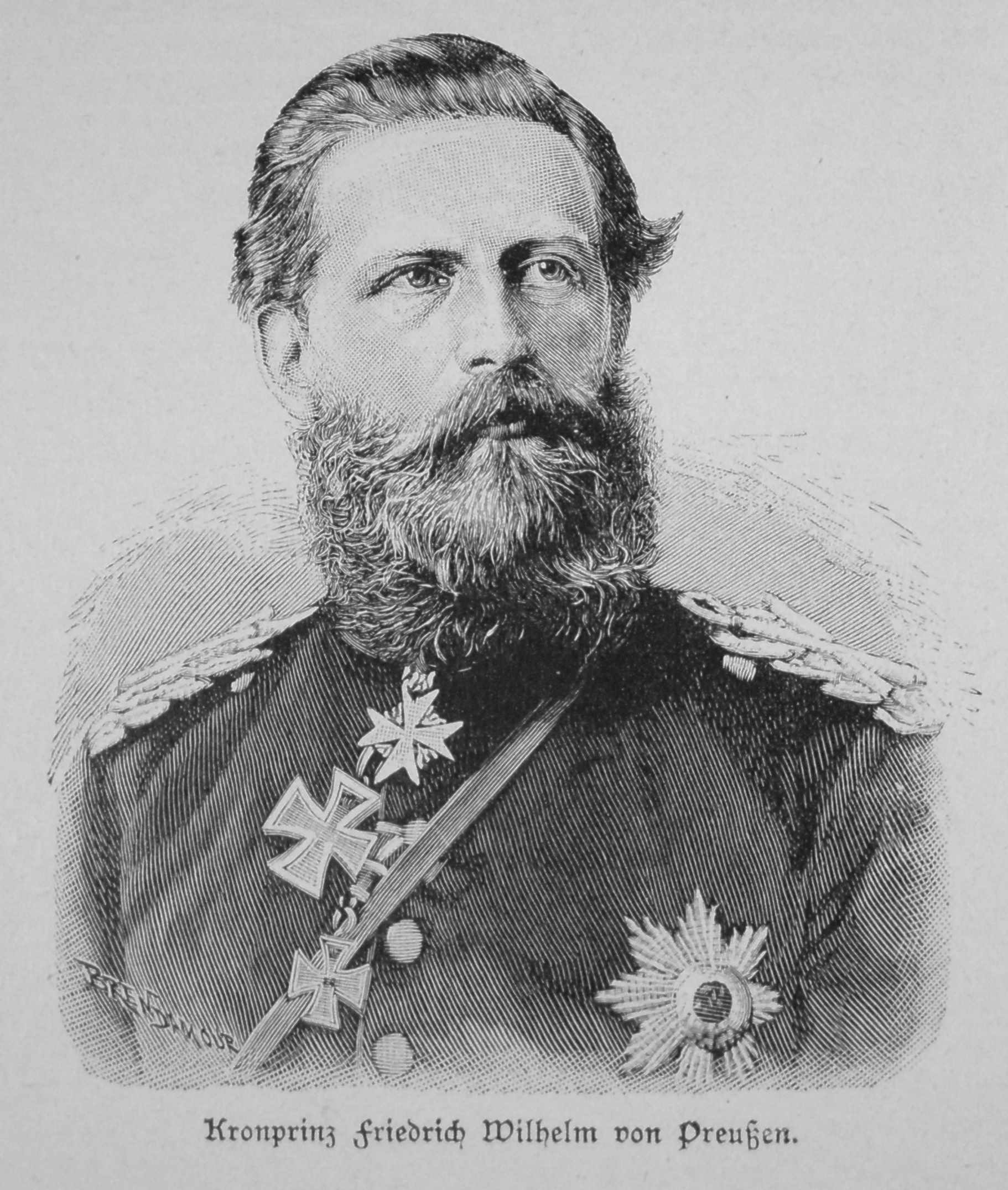
Oberbefehlshaber Kronprinz Friedrich Wilhelm von Preußen

Leonhard Graf von Blumenthal, Chef des Generalstabes

Die 3. Armee setzte sich wie folgt zusammen:
preußisches V. Armee-Korps
Kommando: Generalleutnant Hugo Ewald von Kirchbach
Chef des Generalstabs: Oberst Karl von der Esch
Kommandeur der Ingenieure und Pioniere: Major von Owstien
Kommandeur der Artillerie: Oberst Alexander Gaede
- 9. Infanterie-Division: Generalmajor Karl Gustav von Sandrart

17. Infanterie-Brigade, Oberst von Bothmer
3. Posen Infanterie-Regiment Nr. 58, Oberst Hermann von Rex
4. Posen Infanterie-Regiment Nr. 59, Oberst Georg Eyl
18. Infanterie-Brigade, Generalmajor Voigts-Rhetz
2. Westpreußisches Grenadier-Regiment, Nr. 7 Oberst von Köthen
2. Niederschlesisches Infanterie-Regiment, Nr. 47 Oberst von Burghoff
- 10. Infanterie-Division: Generalmajor Christoph von Schmidt

19. Infanterie-Brigade, Oberst Otto von Henning auf Schönhoff
1. Westpreußisches Infanterie-Regiment Nr. 6, Oberst Adolf Flöckher
1. Niederschlesisches Infanterie-Regiment Nr. 46, Oberst von Stosch
20. Infanterie-Brigade, Oberst Rudolf Walther von Montbary
Westphälisches Fusilier-Regiment Nr. 37, Oberst von Heinemann
preußisches XI. Armee-Korps
Kommando: Generalleutnant Julius von Bose
Chef des Generalstabs: Generalmajor Stein von Kaminski
Kommandeur der Artillerie: Generalmajor Hausmann
- 21. Infanterie-Division: Generalleutnant Hans von Schachtmeyer

41. Infanterie-Brigade, Oberst von Koblinksi
Hessisches Fusilier-Regiment Nr. 80, Oberst von Colomb
1. Naussauisches Infanterie-Regiment Nr. 87, Oberst von Grolmann
42. Infanterie-Brigade, Generalmajor von Thiele
2. Hessisches Infanterie-Regiment Nr. 88, Oberst von Grawert
2. Naussauisches Infanterie-Regiment Nr. 87, Oberst Köhn von Jaski
- 22. Infanterie-Division: Generalleutnant Hermann von Gersdorff

43. Infanterie-Brigade, Oberst von Konzki 
Infanterie-Regiment Nr. 32 und 95
44. Infanterie-Brigade: Generalmajor Bernhard von Schkopp
Infanterie-Regiment Nr. 83 und 94
I. bayrisches Armee-Korps unter Ludwig von der Tann-Rathsamhausen
- 1. Bayerische Division: Generalleutnant Johann Baptist Stephan

1. Infanterie-Brigade, Generalmajor Dietl 
Leib-Regiment, 1. InfanterieRegiment, 2. und 9. Jäger-Bataillon
2. Infanterie-Brigade, Generalmajor Orff
2. und 11. Infanterie-Regiment, 4. Jäger-Bataillon
- 2. Bayerische Division: Generalleutnant Karl Graf zu Pappenheim

3. Infanterie-Brigade, Generalmajor Schuhmacher
3. und 12. Infanterie-Regiment, 1. Jäger-Bataillon
4. Infanterie-Brigade, Generalmajor Straub
10. und 13. Infanterie-Regiment, 7. Jäger-Bataillon.
II. bayrisches Armee-Korps unter Jakob von Hartmann
- 3. Bayerische Division: Generalleutnant Friedrich Wilhelm Walther von Walderstötten

5. Infanterie-Brigade, Generalmajor von Schleich
6. und 7. Infanterie-Regiment, 8. Jäger-Bataillon.
6. Infanterie-Brigade, Generalmajor Joner-Tettenweiß
14. und 15. Jnfanterie-Regiment und 3. Jäger-Bataillon
- 4. Bayerische Division: Generalleutnant Friedrich von Bothmer

7. Infanterie-Brigade, Generalmajor von Ribeaupierre
5. und 9. InfanterieRegiment, 6. und 10. Jäger-Bataillon
8. Infanterie-Brigade, Generalmajor Maillinger
4. und 8. InfanterieRegiment, 5. Jäger-Bataillon.
Württembergisch-Badisches Korps unter Generalleutnant August von Werder
- Großherzoglich badische Division: Generalleutnant Gustav von Beyer

- Königlich württembergische Division: Generalleutnant Hugo von Obernitz

- 4. Kavallerie-Division: General der Kavallerie Prinz Albrecht von Preußen

- 2. Kavallerie-Division: Generalleutnant Wilhelm zu Stolberg-Wernigerode

Ab Anfang September 1870 kam noch das VI. Korps, das bei Kriegsbeginn als Reserve in Schlesien geblieben war, als Absicherung für einen möglichen Kriegseintritt Österreichs.
preußisches VI. Korps unter General der Kavallerie Wilhelm von Tümpling
- 11. Infanterie-Division: Generalleutnant Helmuth von Gordon
- 12. Infanterie-Division: Generalleutnant Otto Wilhelm von Hoffmann[2]

Gesamtstärke der 3. Armee (inklusive VI. A.K.): 153 Bataillone, 134 Schwadronen und 96 Batterien (576 Geschütze)

## Feldzüge

### Schlachten bei Weißenburg, Wörth und Beaumont

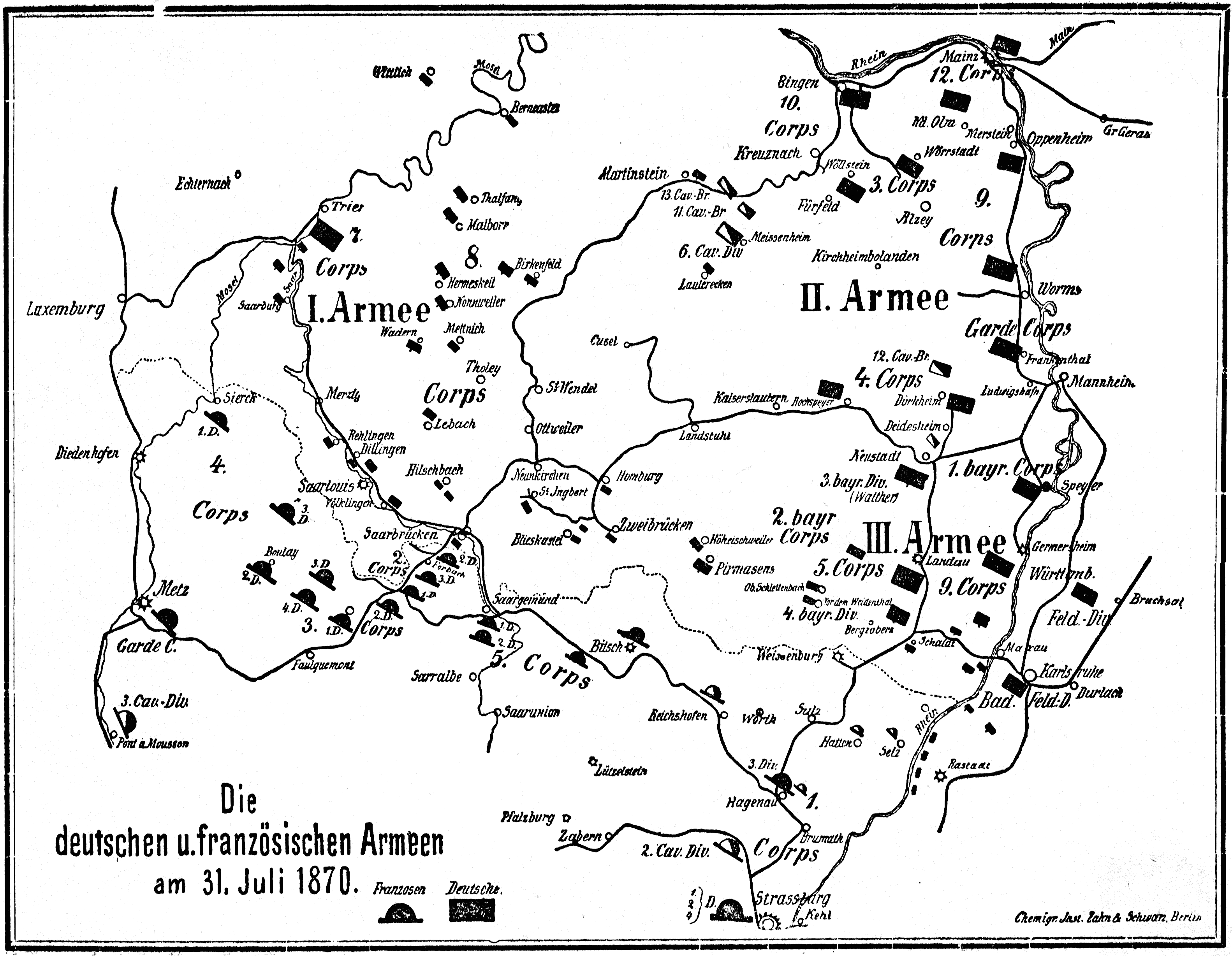
Aufmarsch der deutschen Armeen am 31. Juli 1870

Die 3. Armee leitete den Angriff durch den Grenzübergang ins Elsass ein. Das I. bayerische Korps, das V. und XI. Korps sowie die württembergische Division standen zwischen Germersheim und Landau, das II. bayerische Korps bei Bergzabern leicht vorgeschoben in der bayerischen Pfalz. Die badische Division wurde von der Armee getrennt und noch auf rechtsrheinischem Gebiet bei Rastatt zurückgehalten, um bei einer möglichen französischen Angriff aus Straßburg auf badischem Boden schnell reagieren zu können. Die Badische Division wurde bald mit preußischen Landwehrformationen verstärkt und zum Korps Werder (später XIV. A. K.) aufgewertet, welches ab Mitte August die Belagerung von Straßburg betrieb.
An der Schlacht von Weißenburg am 4. August 1870 waren auf Seite der deutschen 3. Armee 22 Bataillone, auf französischer Seite 11 Bataillone beteiligt. Den Sieg in dieser Schlacht haben die Deutschen zum einen ihrer zahlenmäßigen Überlegenheit sowie der Tatsache, dass der französische Korpsführer General Douay auf einen Kampf anscheinend nicht vorbereitet war, zu verdanken. Kronprinz Friedrich von Preußen setzte den Vormarsch in südwestlicher Richtung fort und verlegte sein Hauptquartier nach Sulz vor.

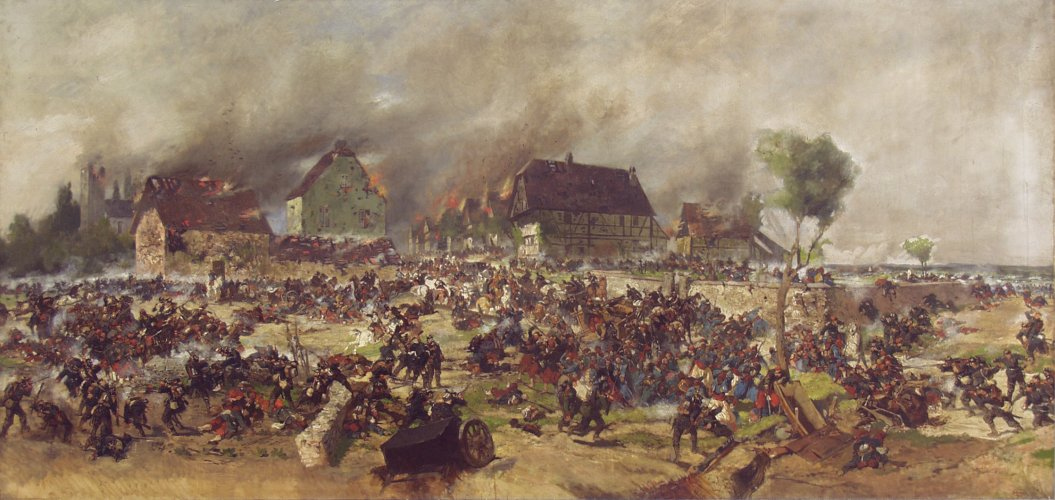
Panorama der Schlacht von Wörth

Der Befehlshaber der französischen Hauptarmee, Marschall Mac-Mahon, hatte am 5. August mit dem 1. Korps, einer Division des 7. Korps sowie einer Kavalleriedivision auf dem westlichen, erhöhten Talrand des Baches Sauer eine starke Stellung besetzt, die sich von Fröschweiler über Reichshofen bis nach Görsdorf hinzog. Um 7 Uhr wurde die Schlacht bei Wörth eingeleitet. Gegen 8 Uhr befahl General von Kirchbach, der Kommandierende General des preußischen V. Korps die Einstellung des Gefechts. Er musste es jedoch bereits in der folgenden Stunde wieder aufnehmen, da inzwischen vom bayerischen II. Korps am äußersten rechten Flügel bei Langensulzbach starker Kanonendonner herüberschallte. Darauf ließ Kirchbach auch die 9. Division unter Generalleutnant von Sandrart in den Kampf bei Wörth eingreifen. Auch das preußische XI. Korps hatte bereits am linken Flügel den Kampf aufgenommen. Um 13:00 Uhr übernahm Kronprinz Friedrich persönlich die Leitung auf dem Schlachtfeld. Gegen 13:30 Uhr erstürmte das preußische V. Korps den westlichen Talrand der Sauer zwischen Wörth und Fröschweiler, während gleichzeitig die württembergische Kavallerie auf dem linken Flügel erschien und das preußische XI. Armeekorps sich zum Angriff gegen den Niederwald entwickelte. Der ganze Saum des Niederwaldes geriet nach und nach in deutsche Hände. General von Bose ließ die gesamte Artillerie auf das linke Ufer der Sauer nachziehen, um den Angriff des V. Armee-Korps auf Fröschweiler zu unterstützen. General von Bose wurde zum zweitenmal schwer verwundet, sein Stabschef verlor ein Pferd unter sich, die weitere Führung im Gefecht übernahm kurzfristig Generalmajor von Schkopp. Von Süden und Osten drangen gegen 15:15 Uhr die Preußen gegen Fröschweiler vor und stürmten es. Erst als sich die doppelte Umfassung abzeichnete, befahl der französische Marschall Mac-Mahon den Rückzug über Niederbronn auf Zabern. Die Deutschen hatten bei Wörth 10.642 Mann verloren.
Nachdem die Fühlung zum Feind verloren gegangen war, übernahm die 4. Kavallerie-Division unter Prinz Albrecht von Preußen die Aufklärung bis zur Saar. Am 19. August erhielt die 3. Armee den Befehl, vorläufig an der Maas Halt zu machen, um die Einheiten der neugebildeten deutschen Maasarmee unter Kronprinz Albert von Sachsen aufschließen zu lassen. Nach der Erkenntnis, dass sich bei Châlons starke französische Kräfte sammelten, erging an die 3. Armee der Befehl nach Châlons vorzurücken; die Maasarmee sollte gleichzeitig weiter nördlich in Richtung Paris vorgehen. Bis zum 24. August 1870 hatte das deutsche Heer insgesamt Verstärkungen von 150.000 Mann erhalten, damit waren nicht nur die Verluste der ersten Wochen ausgeglichen. Neben der rein zahlenmäßigen Verstärkung zum Ausgleich erlittener Ausfälle kam auch noch das VI. Korps unter General von Tümpling zur 3. Armee. Dieses Korps war bis zum 6. August als Reserve für einen möglichen Konflikt mit Österreich in Schlesien geblieben.
Die bei Châlons zusammengezogene französische Châlons-Armee begann am 23. August mit dem Marsch nach Reims in der Absicht, weiter über Montmédy und dann entlang der belgischen Grenze zur bei Metz eingeschlossenen Rheinarmee zu gelangen.
Erst ab dem 26. August begannen beide Armeen, nach rechts zu schwenken und sich in Richtung der Châlons-Armee zu bewegen. Als Ergebnis der Schlacht befahl Moltke dem V. und XI. Korps, sich zwischen Sedan und der Grenze zu Belgien zu schieben. Gleichzeitig versperrte die 3. Armee jetzt den französischen Rückzug in Richtung auf Mézieres.
Am 25. August stand das deutsche XI. Armee-Korps (Gersdorff) südlich von Vitry an der Marne und mussten dem V. Armee-Korps folgend eine Rechtsschwenkung nach Norden in Richtung auf Sainte-Menehould vollziehen. Ziel der deutschen 3. Armee war jetzt das Abdrängen der französischen Armee Mac-Mahon an die belgische Grenze.

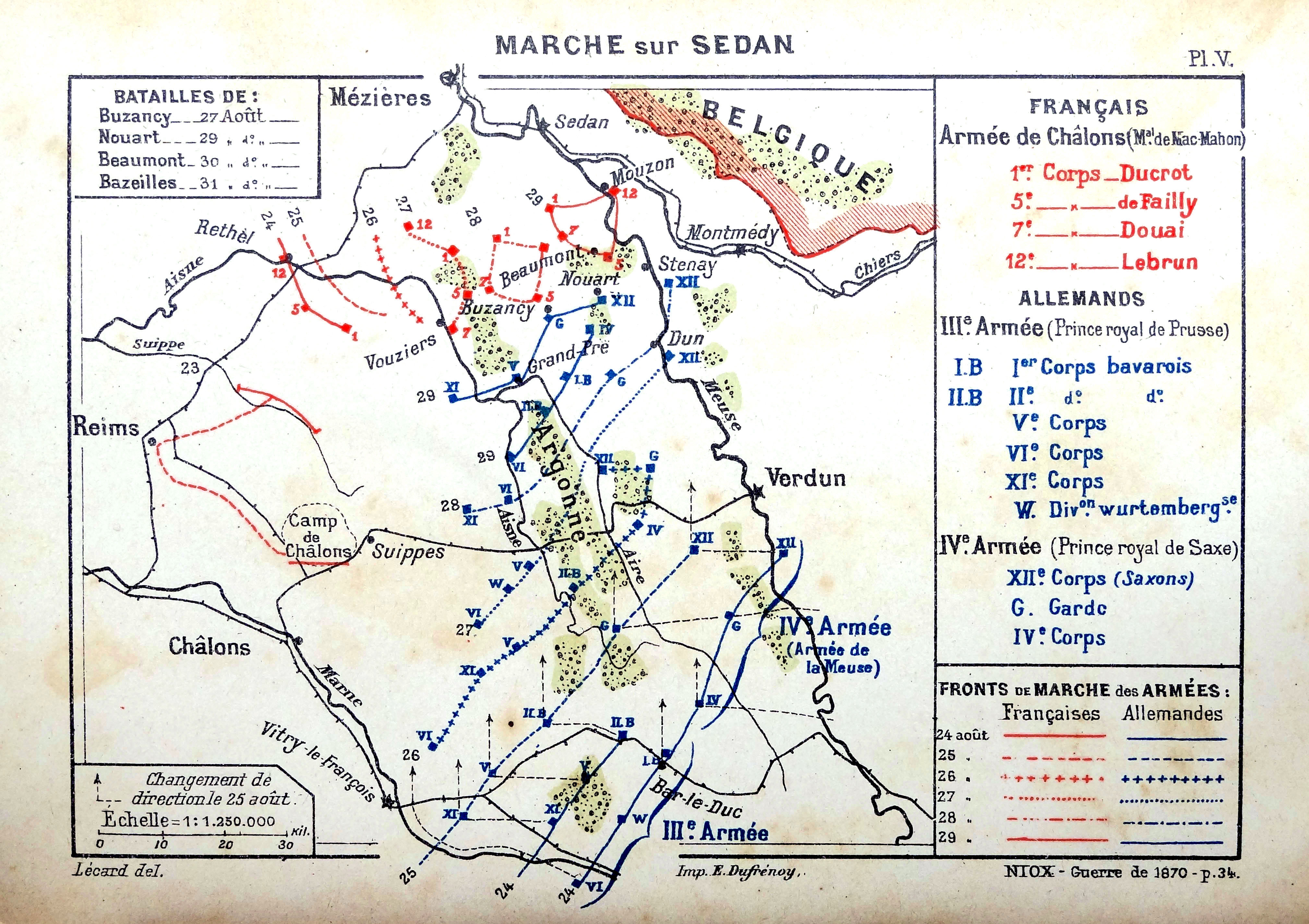
Aufmarschskizze zur Schlacht bei Sedan

Für den 27. August wurden der Vormarsch auf Damvillers sowie die Sicherung der Maasübergänge bei Dun und Stenay angeordnet; der Vormarsch erfolgte dabei weitgehend ohne Feindberührung. Am 30. August folgte die Schlacht bei Beaumont, die beiden deutschen Armeen waren dabei, die Lücke zwischen sich langsam zu schließen. Sie trafen sich in der Nähe von Beaumont, wo das französische V. Korps nach den Kämpfen vom Vortag und einer durchmarschierten Nacht völlig erschöpft lagerte. Gleichzeitig und völlig überraschend wurden die Franzosen von zwei deutschen Korps (IV. und I. Bay.) aus der Bewegung heraus angegriffen. Die Franzosen befanden sich zwischen dem IV. Korps als linkem Flügel der Maasarmee von Prinz Albert und dem I. Bayerischen Korps als rechtem Flügel der 3. Armee umklammert. Die französischen Truppen konnten nach einiger Zeit zu einem Gegenangriff übergehen, der allerdings abgewiesen wurde. Auf deutscher Seite griff nun die gesamte Artillerie des IV. Armeekorps ein, die im weiteren Verlauf noch von Teilen der Artillerie des sächsischen XII. sowie des bayerischen Armeekorps Unterstützung erhielten. Das preußische Gardekorps drang bis nach Beaumont vor; es entwickelten sich heftige Kämpfe, die bis zum Einbruch der Dunkelheit andauerten und in deren Ergebnis die französischen Truppen bis in das Tal der Maas zurückgedrängt wurden. Ohne die Möglichkeit, sich zur Verteidigung zu organisieren, wurden die Franzosen dabei zurückgetrieben und mussten 5.700 Tote und Verwundete, 1.800 Gefangene und den Verlust des größten Teils ihrer Ausrüstung beklagen. Die Verluste der deutschen Truppen betrugen 3400 Mann.

### Entscheidungsschlacht von Sedan

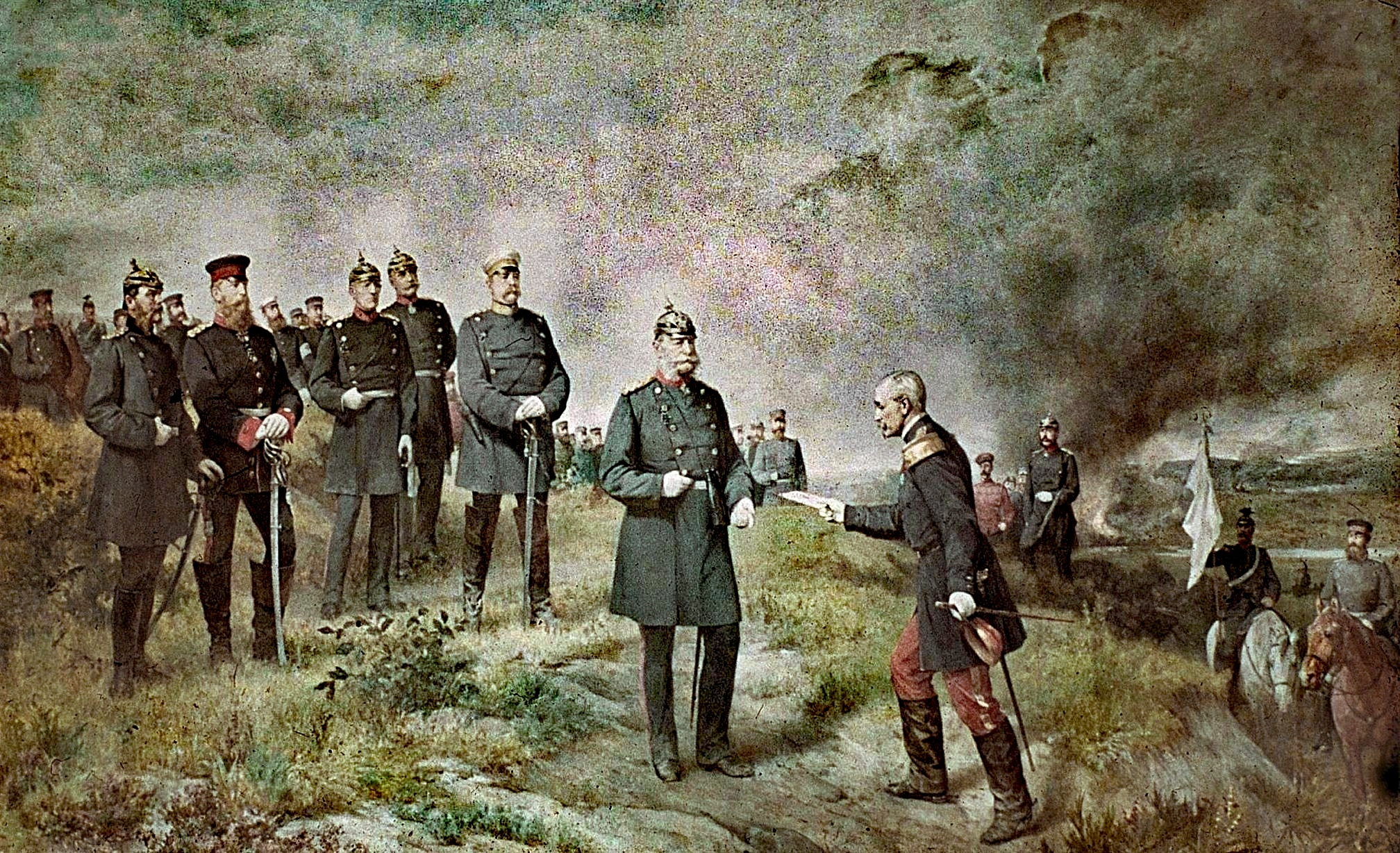
General Reille überbringt das Waffenstillstandsangebot

Am 31. August hatte das XI. Armee-Korps Donchery an der Maas besetzt und kontrollierte damit das rechte Maasufer und die Eisenbahnlinie nach Mezieres. Weil er die Stärke und Geschwindigkeit der deutschen Verbände unterschätzte, glaubte Mac-Mahon bei Sedan, seine Armee sammeln zu können, um sie zu reorganisieren und ihren Nachschub zu ergänzen.
Am Morgen des 1. September begann die Schlacht von Sedan. Zunächst überschritten Teile des Bayerischen I. Korps um 4 Uhr die Maas und sickerten in Bazeilles ein. Das XI. Korps erreichte den Ort Floing und setzte sich dort fest. Das V. Armee-Korps riegelte die Straße ab, die aus Illy herausführt, und begann mit dem Angriff auf den strategisch wichtigen Kalvarienberg. Als der Berg erobert wurde, war Sedan ringsum eingekesselt.
Die Erstürmung von Fond de Givonne brachte die französischen Linien zum Zusammenbruch, die Truppen zogen sich ungeordnet in die alte Festung Sedan zurück.
Dem neuen Oberbefehlshaber General Wimpffen war es noch möglich, mit den noch einsatzfähigen Resten seiner Truppen aus der Festung heraus einen letzten konzentrierten Angriff gegen Balan zu starten und die deutschen und bayerischen Truppen hier zurückzudrängen. Mit einem Gegenangriff der Bayern und des IV. Korps gelang es, Balan zurückzuerobern. Da sich die französischen Offiziere nun weigerten, ihm weiter zu folgen, ordnete Wimpffen auf Weisung des anwesenden Napoleon III. den Rückzug in die Festung an.
Den gemeinsamen Bemühungen Bismarcks und Moltkes gelang es dann jedoch bis 1:00 Uhr, Wimpffen die Aussichtslosigkeit des weiteren Kampfes zu verdeutlichen, woraufhin die Waffenruhe bis 09:00 Uhr verlängert wurde, damit ein französischer Kriegsrat sich über die Entscheidung – Kriegsgefangenschaft oder Weiterkämpfen – schlüssig werden konnte. Dieser Kriegsrat fand am 2. September ab 7:00 Uhr statt und endete mit der Annahme der Kapitulation: Es gingen der Kaiser, 39 Generäle, 2.830 Offiziere und 83.000 Soldaten in Kriegsgefangenschaft. Nach dem Sieg bei Sedan blieb das Bayerische I. Korps unter von der Tann vorläufig bei Sedan, um den Abtransport der Gefangenen zu überwachen.

### Belagerung von Paris

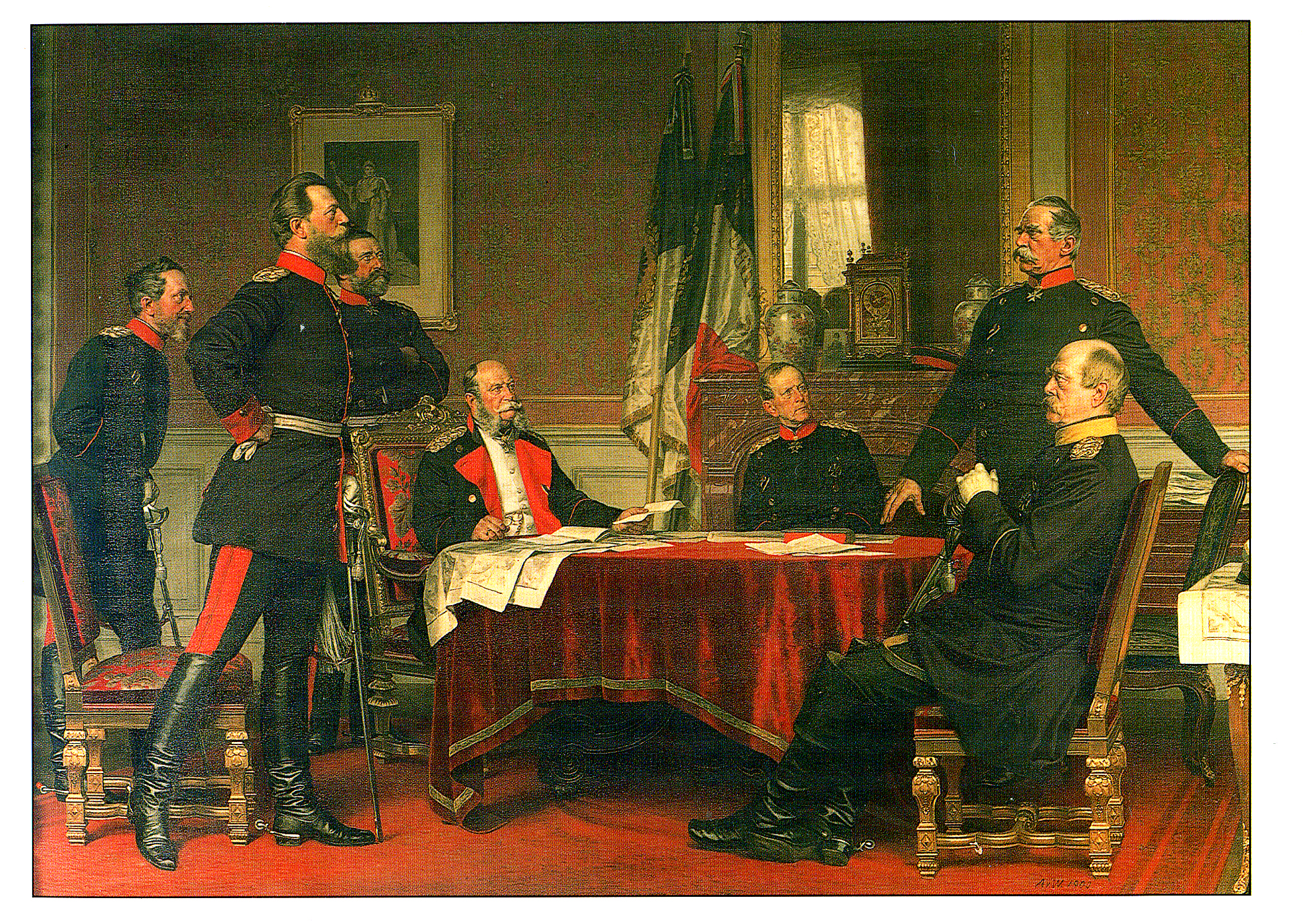
Im Großen Hauptquartier in Versailles, der Kronprinz und Blumenthal links stehend, der König und Moltke sitzend, Roon und Bismarck rechts, Gemälde von Anton von Werner

In Paris wurde unter dem Druck der Bevölkerung am 4. September 1870 das Kaiserreich beseitigt und die Dritte Republik proklamiert. Die bei Sedan frei gewordenen deutschen Armeen der Kronprinzen von Preußen und Sachsen marschierten sofort nach Paris weiter, um durch die schnelle Einnahme der französischen Hauptstadt den Krieg beenden zu können. Das VI. Armee-Korps unter General von Tümpling stand als Vorhut bereits in Reims. General Trochu war noch von Napoleon zum Generalgouverneur und Leiter der Verteidigung von Paris ernannt worden. Das französische 13. Korps unter General Vinoy war der Katastrophe von Sedan entkommen und verteidigte mit seinen Kerntruppen die Südfront der Stadt zwischen Créteil über Sceaux bis Meudon. Am 10. September hatte das Gros der deutschen 3. Armee die Linie Dormans-Sézanne erreicht, das vorgeschobene VI. Korps überschritt bei Château-Thierry die Marne. Am 16. September stand die Armee des sächsischen Kronprinzen Albert von Sachsen bei Nanteuil, die 5. Kavallerie-Division hatte Beaumont und die 6. Kavallerie-Division Saint-Denis erreicht, das deutsche Hauptquartier wurde nach Meaux vorverlegt. Das der 3. Armee unterstellte II. Bayerische Korps unter General von Hartmann überschritt die Seine bei Corbeil, die Eisenbahnlinie zwischen Paris und Orléans wurde unterbrochen.
Die im Süden von Paris aufmarschierende 3. Armee wurde bereits am 18. September durch Truppen Vinoys nahe Villeneuve Saint Georges angegriffen, um das dortige Versorgungslager zu schützen, sie wurden aber vom Artilleriefeuer des preußischen V. Armee-Korps zurückgedrängt. General Hugo von Kirchbach besetzte nach dem Gefecht bei Sceaux am 19. September Versailles. Das auf gleicher Höhe aufschließende Bayrische II. Korps erreichte Longjumeau und richtete sich an der Südfront in den Folgetagen auf der Hochebene von Bicetre ein, im Osten bei Villers besetzte das VI. Korps beide Ufer der Seine. Die anmarschierende württembergische Feld-Division unter General von Obernitz sicherte vorerst im Osten die Marneübergänge bei Lagny und Gounay. Die Armee des Kronprinzen Albert von Sachsen schloss Paris im Norden und Osten, die Truppen des Kronprinzen von Preußen im Süden und Westen ab. Die Trennlinie beider Armeen, die Paris insgesamt mit sechs Korps umschlossen hielten, bildete das nördliche und südliche Ufer der Seine.

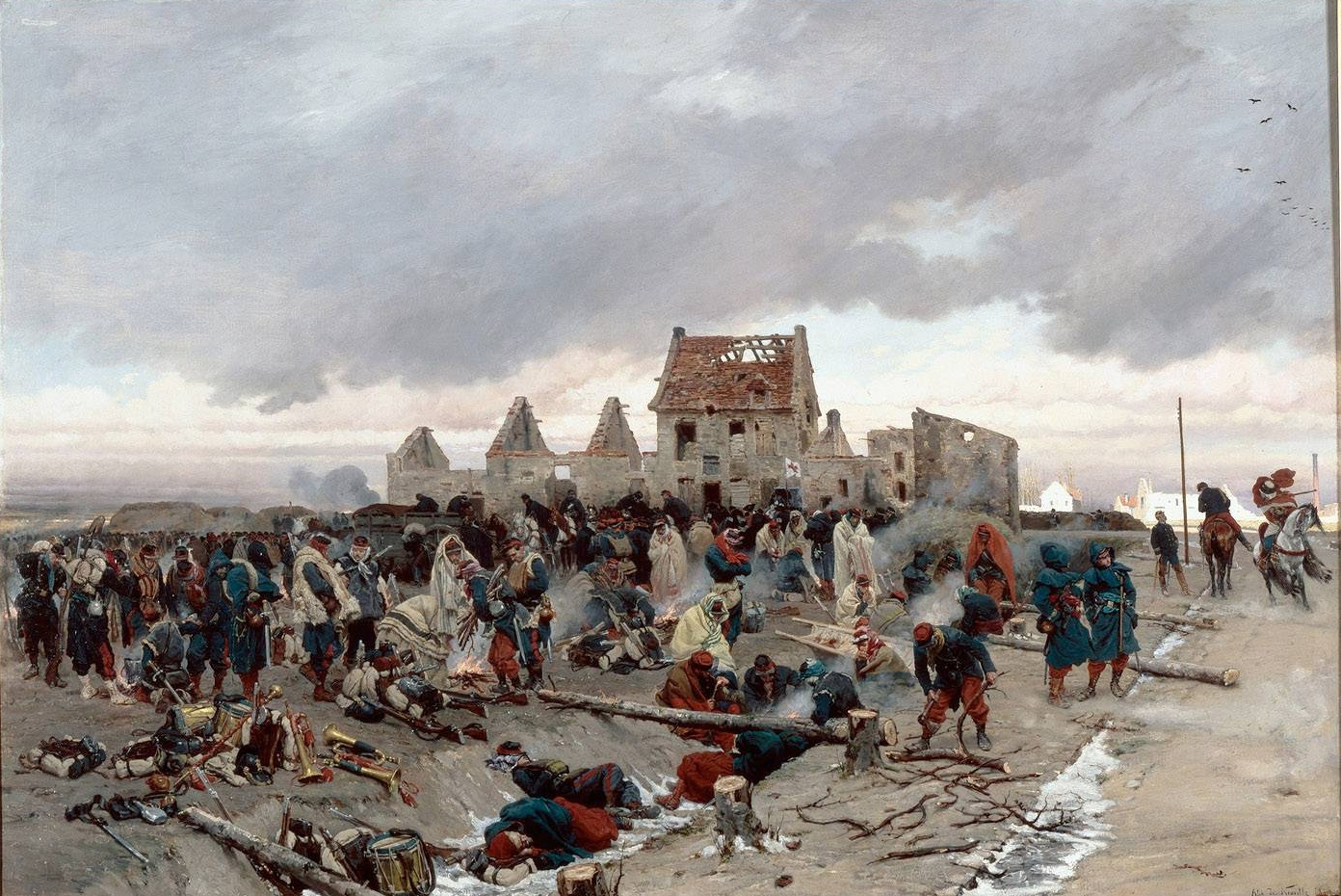
Biwak französischer Truppen bei Le Bourget, 21. Dezember 1870

General Moltke machte keine Anstalten die Stadt anzugreifen, es war bereits kurz nach Beginn der Belagerung von Paris deutlich klar geworden das die Bewohner durch Hunger zermürbt werden sollten. General Trochu erlaubte Vinoy, einen Ausfall aus der südlichen Front gegen die Deutschen anzusetzen. General Vinoy griff am 30. September bei Chevilly mit 20.000 Soldaten an, wurde jedoch vom VI. Korps der 3. Armee zurückgeschlagen. Am 13. Oktober wurde das II. Bayerische Korps aus Châtillon vertrieben. Die Franzosen mussten sich allerdings auf Grund von bayerischem und preußischem Artilleriebeschuss und einem deutschen Gegenangriff zurückziehen. Zwischen dem 10. und 16. Oktober erhielt die deutsche Einschließungslinie erhebliche Verstärkung. Die nach dem Fall der Festung Toul freigewordene 17. Division wurde zwischen den Bayern und dem V. Korps bei Meudon eingeschoben und die vor Straßburg abgelöste Garde-Landwehrdivision (Generals von Löen) rückte bei St. Germain in die Front ein.
General Carrey de Bellemare kommandierte die Verteidigung im Nordabschnitt der Stadt bei Saint-Denis. Am 29. Oktober griff er, ohne einen Befehl dazu erhalten zu haben, die preußische Garde bei Le Bourget an und nahm den Ort ein. Die 2. Garde-Division des Generals Rudolph von Budritzki hatte allerdings nur geringes Interesse, ihre Positionen im Dorf zurückzuerobern. Dennoch befahl Kronprinz Albert, den Ort einzunehmen. In der Schlacht von Le Bourget gelang es den preußischen Truppen, diesen zurückzuerobern und etwa 1.200 Franzosen gefangen zu nehmen.
Am 19. Januar 1871 wurde von rund 90.000 Mann in drei Kolonnen unter dem Befehl Trochus ein letzter Durchbruchsversuch bei Buzenval nahe dem preußischen Hauptquartier westlich von Paris gestartet. Die Deutschen schlugen den Angriff aus dem Fort am Mont Valérien mühelos zurück. Dieser Ausbruchsversuch forderte auf französischer Seite über 4.000 Opfer, während die Deutschen nur 600 Tote zu beklagen hatten. Trochu trat als Militär-Gouverneur zurück und übergab General Vinoy das Kommando der noch immer 146.000 Mann starken Garnison. Minister Favre erschien am 24. Januar persönlich in Versailles und verhandelte mit Bismarck die Bedingungen des Waffenstillstandes. Am 26. Januar wurde das Bombardement eingestellt, am 28. Januar 1871 unterzeichnete man den Waffenstillstandsvertrag, der für Paris am 29. in Kraft trat.